# I. Lajos évreux-i gróf

Louis d’Évreux címere

Évreux-i Lajos (franciául: Louis d’Évreux), (1276. május 3. – Longpont-sur-Orge, 1319. május 19.) III. (Merész) Fülöp francia király és második felesége, Brabanti Mária elsőszülött gyermeke, a későbbi IV. (Szép) Fülöp és Charles de Valois féltestvére volt. Fia, Fülöp révén a navarrai Évreux-dinasztia alapítója, Johanna lánya kiházasításával pedig saját unokaöccse, Szép Károly apósa lett.
Valois-val ellentétben mindenben támogatta Szép Fülöp politikáját, így ő is VIII. Bonifác pápa és a templomosok ellen foglalt állást. Fivére 1298-ban apanázsul Évreux, Étampes és Beaumont-le-Roger grófságát juttatta neki. Részt vett az 1297-es, 1304-es és 1315-ös flandriai háborúkban. Unokaöccse, V. Fülöp emelte pairi rangra 1316-ban.
1301-ben vette feleségül Artois-i Fülöp és Bretagne-i Blanka lányát, III. Robert d’Artois nővérét, Marguerite d’Artois-t (1285–1311). Öt gyermekükről tudunk:
- Fülöp (1301–1343), Évreux grófja, Navarra királya II. Johannával kötött házassága révén.
- Mária (1303–1335), 1314 körül házasodott össze III. Jean de Brabant-tal
- Károly (1305–1336), Étampes grófja
- Margit (1307–1350), 1325-től XII. Guillaume d'Auvergne felesége
- Johanna (1310–1371), 1325-ben IV. (Szép) Károly felesége lett